# Caïman à lunettes
Caiman crocodilus
Pour les articles homonymes, voir Caïman (animal).
Espèce
Synonymes
- Lacerta crocodilus Linnaeus, 1758
- Caiman sclerops Schneider, 1801
- Crocodilus sclerops (Schneider, 1801)
- Alligator sclerops (Schneider, 1801)
- Perosuchus fuscus Cope, 1868
- Alligator chiapasius Bocourt, 1876

Statut de conservation UICN

 LC  : Préoccupation mineure
Statut CITES
C. c. apaporiensis
Statut CITES
Caiman crocodilus, le Caïman à lunettes, est une espèce de crocodiliens de la famille des Alligatoridae.

## Caractéristiques
Le caïman à lunettes est un crocodilien de taille petite à moyenne. Les femelles ne mesurent généralement pas plus de 1,08 à 1,4 m (la taille la plus basse typique au début de la maturité sexuelle), mais peuvent rarement atteindre près de 2 m. Les mâles adultes peuvent régulièrement atteindre 1,5 à 1,8 m tandis que les grands mâles matures atteignent 2,0 à 2,5 m, bien que relativement peu d'entre eux atteignent la taille supérieure. La taille maximale signalée pour l'espèce est de 2,64 m. La masse corporelle de la plupart des adultes est comprise entre 7 et 40 kg, les mâles étant généralement beaucoup plus lourds que les femelles. Il a été rapporté que certains mâles des Llanos atteignent jusqu'à 58 kg.
La face supérieure de cette espèce est principalement de couleur brunâtre, verdâtre ou gris jaunâtre et présente des bandes transversales brun foncé, avec une face inférieure plus claire. Il a un iris verdâtre. et les paupières ridées. Il change de couleur selon les saisons - par temps plus froid, le pigment noir dans les cellules de sa peau se dilate, ce qui le rend plus sombre. L'espèce a une 4e dent élargie et les dents de sa mâchoire inférieure pénètrent dans une cavité de sa mâchoire supérieure. Il a un long museau qui se rétrécit modérément, avec une pointe non dilatée. Plusieurs crêtes commencent devant ses yeux et se déplacent jusqu'au bout de son museau. Son nom commun vient d'une crête osseuse entre ses yeux, qui a l'apparence d'une paire de lunettes.

## Biologie et comportement
Le caïman à lunettes peut se déplacer rapidement lorsqu'il est menacé, mais il est généralement immobile, reposant sur les rives ou en partie dans l'eau. Pendant la saison des pluies, les mâles deviennent agressifs et territoriaux.

### Chasse et alimentation
Généralement chassant la nuit, le régime alimentaire du caïman à lunettes varie selon les saisons. Pendant la saison des pluies, il mange principalement des escargots et des crabes d'eau douce, alors qu'il mange principalement du poisson pendant la saison sèche. Les plus petits spécimens ont tendance à manger plus d'insectes, tandis que les plus gros consomment plus fréquemment des mammifères et des poissons. Dans l'ensemble, les animaux les plus courants dans le régime alimentaire de cette espèce sont les crabes, les poissons, les mammifères et les escargots. Parmi les autres animaux connus pour faire partie de son régime alimentaire, citons les amphibiens, les arachnides, les oiseaux, les myriapodes et les reptiles. Il est également connu pour manger des matières végétales; dans une étude consacrée à cette espèce à Porto Rico, environ 55 % des spécimens adultes avaient des plantes dans leur alimentation, principalement de l'herbe et des graines. Environ 8 % des adultes et 6 % des juvéniles de l'étude avaient également des gastrolithes dans leur estomac. Bien qu'il ait été suggéré que l'espèce contrôle les populations de piranhas, les piranhas ne se sont pas avérés être un élément normal du régime alimentaire, contrairement au caïman yacare. Selon la liste des espèces de crocodiliens, il s'agit probablement d'une espèce généraliste, capable de s'adapter à une variété de proies.

### Communication
Le caïman à lunettes utilise neuf vocalisations différentes et 13 affichages visuels pour communiquer avec des individus de son espèce. Les adultes comme les jeunes produisent des appels à la cohésion du groupe. Les mâles sont connus pour communiquer en déplaçant leur queue dans une certaine position, telle que la rendre verticale ou arquée. Les juvéniles vocalisent lorsqu'ils se sentent en danger et les femelles adultes émettent des appels pour avertir les jeunes de menaces.

### Reproduction

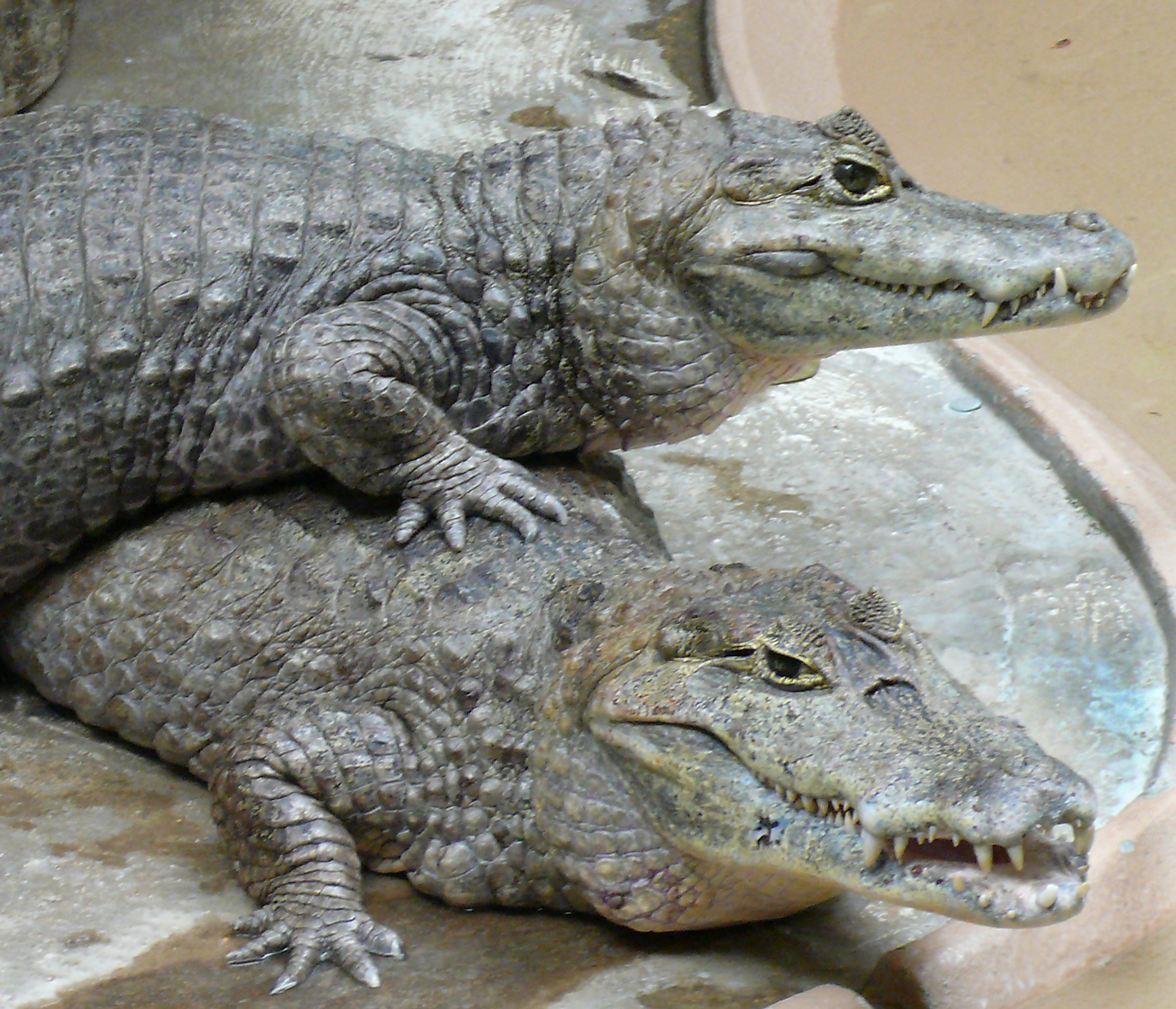

Le caïman à lunettes atteint la maturité sexuelle entre quatre et sept ans, quand il atteint une longueur de 1,2 mètre pour les femelles et de 1,4 mètre pour les mâles. Habituellement, les individus les plus dominants mûrissent plus rapidement. Ils choisissent des partenaires et se livrent à la copulation de mai à août à la saison des pluies. Les femelles construisent des nids sous forme d'un monticule de végétation dense, dans des zones proches de l'eau mais qui ne risquent pas d'être inondées. Les nids mesurent plus d'un mètre de diamètre et peuvent mesurer 40 centimètres de haut, mais la taille exacte dépend des ressources disponibles. Les œufs sont pondus en juillet et août ; l'espèce nidifie très rarement en hiver, car la température est trop basse pour les œufs. Le nombre d'œufs est de 22 en moyenne, mais peut varier entre 14 et 40. On sait que les femelles plus grandes pondent des œufs plus gros que les femelles plus petites. Les femelles restent près de leurs nids pendant la période d'incubation, car plusieurs espèces, comme les lézards du genre Tupinambis, sont connues pour détruire les nids et se nourrir des œufs. Les inondations et la collecte d'œufs par les hommes peuvent également constituer une menace pour les nids.

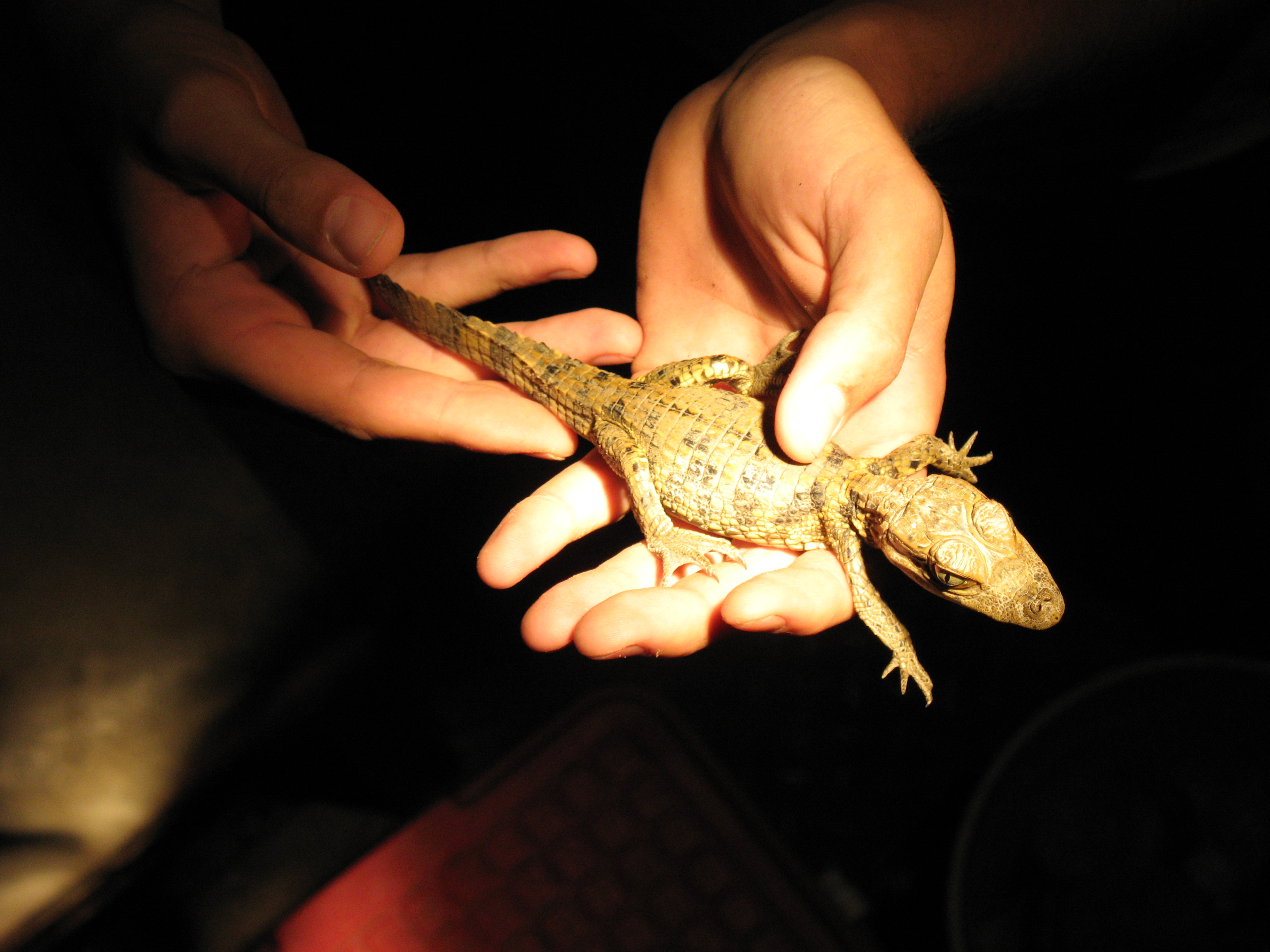
Los Llanos, Venezuela

La température est importante pour le développement des œufs, de sorte que les femelles construisent leurs nids de manière à les isoler des changements de température extrêmes. Au fur et à mesure que la végétation des nids se décompose, les nids produisent de la chaleur qui peut garder les œufs à une température environ de 5° C plus élevée que s'ils étaient isolés par la boue seule. La chaleur n'incube pas seulement les œufs, mais détermine également le sexe des caïmans en développement (détermination du sexe en fonction de la température). Lorsque la température à l'intérieur du nid est d'environ 32° C ou plus, les caïmans deviennent des femelles et, autrement, deviennent des mâles. Les jeunes éclosent après 90 jours, 20 à 25 pour cent des œufs éclosent avec succès. Ils sont jaunes avec des taches noires, une coloration qui s'estompe avec l'âge, et d'une longueur de 20 à 23 centimètres. Les parents élèvent leurs petits dans des "garderies", une femelle s'occupant de sa progéniture, ainsi que de la progéniture de plusieurs autres. Les caïmans prennent soin de leurs petits pendant 12 à 18 mois. Les jeunes sont menacés par divers prédateurs, tels que les rapaces et les échassiers, provoquant la mort de la plupart d'entre eux au cours de leur première année.

## Répartition et habitat

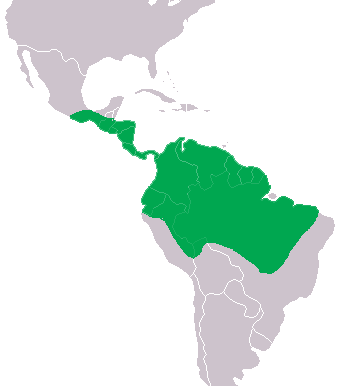

Le caïman à lunettes est le plus répandu de tous les caïmans et de tous les crocodiliens du Nouveau Monde. Cette espèce se rencontre en Amérique centrale et en Amérique du Sud : au Brésil, en Colombie, au Costa Rica, en Équateur, au Salvador, au Guatemala, au Honduras, au Mexique, au Nicaragua, au Panama, au Pérou, au Suriname, en Guyane, au Guyana, à Trinité-et-Tobago, au Venezuela et en Bolivie.
Elle a été introduite à Cuba, à Porto Rico et en Floride aux États-Unis, où il est parfois mal étiqueté comme Alligator d'Amérique (Alligator mississippiensis). Des populations envahissantes se sont établies dans le sud de la Floride, avec des signalements isolés plus au nord de l'État. Il est intolérant aux climats froids, il est donc peu probable que son aire de répartition s'étende plus au nord que la Floride. Il vit généralement dans les forêts, les plans d'eau douce intérieurs (tels que les zones humides et les rivières), les prairies, les arbustes et les savanes, mais il est très adaptable. Il préfère les habitats aux eaux calmes contenant de la végétation flottante, inondant et séchant généralement de façon saisonnière. Il est plus commun dans les zones basses, mais a été trouvé à des altitudes allant jusqu'à 800 mètres. Au Brésil, l'espèce vit dans les rivières Amazone, Araguaia, Araguari, Itapicuru, Rio Negro, Paranaíba, Solimões, Tapajós, Tocantins et Xingu. Il est capable de vivre dans des zones habitées par l'homme.
La population adulte de ce crocodilien est estimée à plusieurs millions et stable. Environ quatre millions de caïmans à lunettes se trouvent au Venezuela et des études ont montré que celle-ci devrait augmenter, ce qui montre à quel point l'espèce est capable de s'adapter, néanmoins dans d'autres pays, comme au Pérou, les populations ne se portent pas bien. La population dans une seule zone peut être déterminée le plus facilement en comptant les individus pendant la saison sèche pendant la nuit.

## Liste des sous-espèces

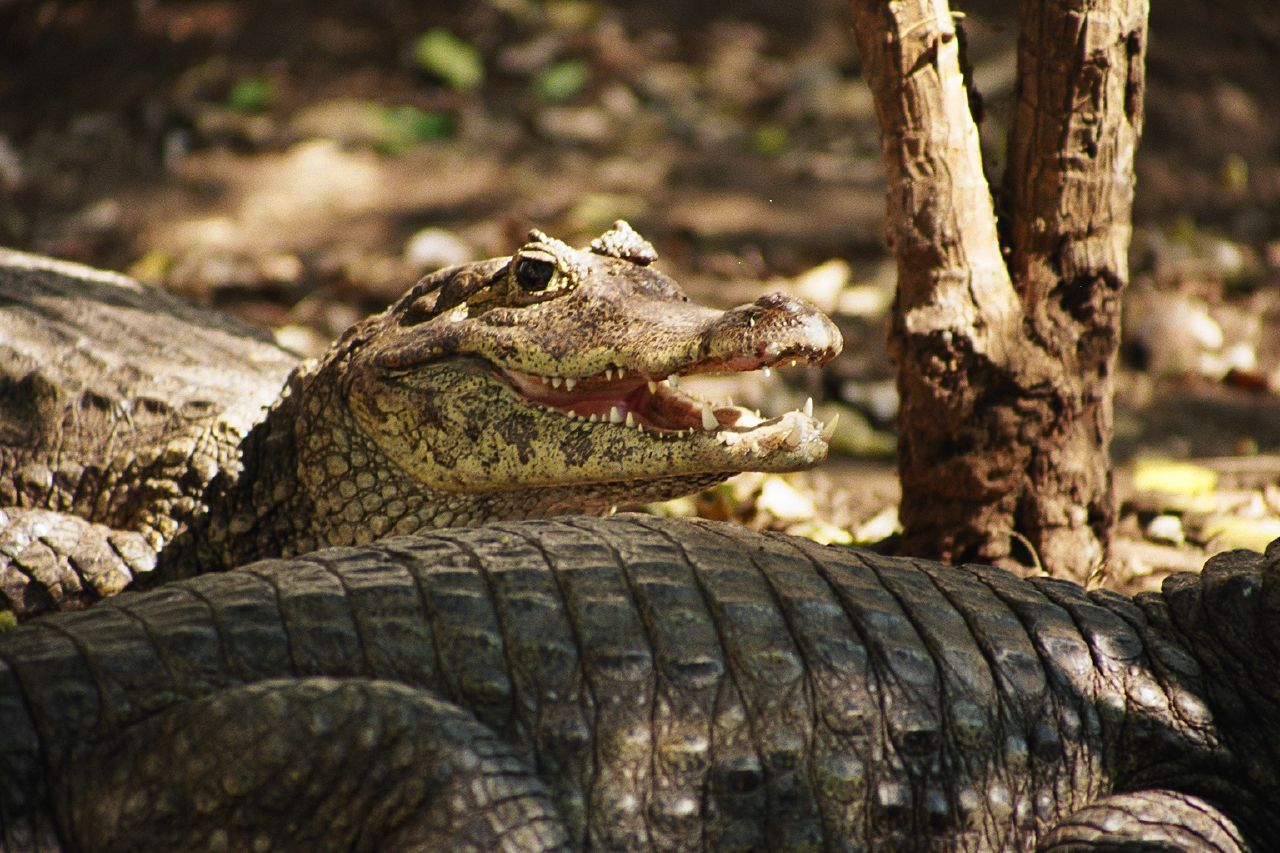
C. crocodilus à Monterrico, Guatemala

Selon The Reptile Database (23 janvier 2014), ce reptile est représenté par 4 sous-espèces :
- Caiman crocodilus crocodilus (Linnaeus, 1758) ;
- Caiman crocodilus apaporiensis Medem, 1955 ;
- Caiman crocodilus chiapasius (Bocourt, 1876) ;
- Caiman crocodilus fuscus (Cope, 1868).

## Publications originales
- Bocourt, 1876 : Note sur quelques reptiles de l'Isthme de Tehuantepec (Mexique) donnés par M. Sumichrast au muséum. Journal de Zoologie, vol. 5, p. 386-411 (texte intégral).
- Cope, 1868 : On the crocodilian genus Perosuchus. Proceedings of the Academy of Natural Sciences of Philadelphia, vol. 20, p. 203 (texte intégral)
- Linnaeus, 1758 : Systema naturae per regna tria naturae, secundum classes, ordines, genera, species, cum characteribus, differentiis, synonymis, locis, ed. 10 (texte intégral).
- Medem, 1955 : A new subspecies of Caiman sclerops from Colombia. Fieldiana, vol. 37, no 11, p. 339-343 (texte intégral).